# أنطونيو لايت
أنطونيو لايت هو مبارز بالسيف برتغالي، ولد في 21 أغسطس 1899 في تويكنهام في المملكة المتحدة، وتوفي في 26 أبريل 1958 في لشبونة في البرتغال.

## وصلات خارجية
- أنطونيو لايت على موقع أوليمبيديا (الإنجليزية)